# Роз'їзд 226
Роз'їзд 226 (каз. рзд.226) — станційне селище у складі Глибоківського району Східноказахстанської області Казахстану. Входить до складу Іртиського сільського округу.
Населення — 206 осіб (2021; 293 у 2009, 271 у 1999, 242 у 1989).
Національний склад станом на 1989 рік:
- росіяни — 66 %
- казахи — 31 %